# Herbert J. Davenport
Herbert Joseph Davenport (Wilmington, 10 agosto 1861 – New York, 15 giugno 1931) è stato un economista statunitense.
Docente di economia all'Università di Chicago, nel Missouri e alla Cornell University, seguì le teorie di Friedrich von Wieser, arrivando ad elaborare il concetto di costo alternativo.